# Triangle en bermuda
Triangle en bermuda (Armação Ilimitada) est une série télévisée brésilienne en 40 épisodes de 30 minutes, créée par Euclydes Marinho, Patrícya Travassos, Nélson Motta et Antônio Calmon, et diffusée au Brésil entre le 17 mai 1985 et le 8 décembre 1988 sur le réseau Globo. En France 13 épisodes de la série ont été diffusés du 27 novembre 1986 au 28 février 1987 sur Canal+.

## Synopsis
Juba et Lula, deux entrepreneurs associés, voient leur vie bouleversée avec l'arrivée d'une jeune journaliste, Zelda.

## Distribution
- Kadu Moliterno : Juba
- André de Biase : Lula
- Andréa Beltrão : Zelda Scott
- Jonas Torres : Bacana